# 王希恩
王希恩（1954年6月—2025年6月27日），男，河南内黄人，中华人民共和国民族理论学家，中国社会科学院民族学与人类学研究所研究员。

## 生平
1954年6月，王希恩出生于河南省内黄县。1978年至1985年，在西北师范大学学习，先后获历史学学士和硕士学位。1985年至1993年，在中共甘肃省委党校任教。1993年至1996年，在中国社会科学院研究生院深造，师从杨堃和汤正方，获博士学位。1996年，进入中国社会科学院民族研究所工作。2000年后，任中国民族理论学会常务副会长，中国汉民族学会常务理事，中国世界民族学会理事，中国民族学会理事等职。
2021年，被评为中国社会科学院“老有所为”先进个人。2025年6月27日14时50分，在北京中日友好医院逝世。

## 出版物
- 《民族过程与国家》（1998年）
- 《全球化中的民族过程》（2009年）
- 《20世纪的中国民族问题》（2012年）
- 《问题与和谐》（2012年）
- 《马克思主义理论和实践中的民族主义》（2020年）